# Estany de la Murtra
Estany de la Murtra är en lagun i Spanien.   Den ligger i provinsen Província de Barcelona och regionen Katalonien, i den östra delen av landet, 500 km öster om huvudstaden Madrid. Estany de la Murtra ligger 4 meter över havet.